# Sus grandes éxitos
Sus grandes éxitos – pierwszy album kompilacyjny hiszpańskiej piosenkarki Pastory Soler, wydany 9 maja 2005 przez wytwórnię Emi-Odeón.
Album składa się z dziewiętnastu utworów, które są największymi przebojami piosenkarki wydanymi z wytwórnią EMI. Na płycie znalazło się również kilka remiksów wykonanych przez DJ-ów oraz duety z Tomasito i Raphaelem.

## Lista utworów
| Nr  | Tytuł                                               | Tekst                                                  | Muzyka                                                 | Czas    |
| --- | --------------------------------------------------- | ------------------------------------------------------ | ------------------------------------------------------ | ------- |
| 1.  | „Dámelo ya” (i Tomasito)                            | Manuel Ruiz „Queco”                                    | Manuel Ruiz „Queco”                                    | 3:46    |
| 2.  | „Herida”                                            | Rodolfo Serrano García                                 | Rodolfo Serrano García                                 | 3:44    |
| 3.  | „Sólo por amarte”                                   | Manuel Ruiz „Queco”                                    | Manuel Ruiz „Queco”                                    | 4:00    |
| 4.  | „Ven a mí”                                          | Gori Carmona, Rosa García                              | Gori Carmona, Rosa García                              | 4:31    |
| 5.  | „Café, café”                                        | S. Colón, Yrvis Méndez, L. Germini, J. SOTO, J. Suárez | S. Colón, Yrvis Méndez, L. Germini, J. SOTO, J. Suárez | 3:27    |
| 6.  | „La brisa”                                          | Manuel Ruiz „Queco”                                    | Manuel Ruiz „Queco”                                    | 4:47    |
| 7.  | „Corazón congelado”                                 | Carlos Jean                                            | Carlos Jean                                            | 3:44    |
| 8.  | „Guerra fría”                                       | Nuria Díaz, Mavi Díaz, Raquel Díaz                     | Nuria Díaz, Mavi Díaz, Raquel Díaz                     | 2:53    |
| 9.  | „En mi soledad”                                     | Rodolfo Serrano García                                 | Rodolfo Serrano García                                 | 4:03    |
| 10. | „Diki diki”                                         | Manuel Ruiz „Queco”                                    | Manuel Ruiz „Queco”                                    | 4:02    |
| 11. | „Se me va la vida”                                  | Miguel Yadam López                                     | Miguel Yadam López                                     | 3:32    |
| 12. | „Otra ocupa mi lugar”                               | Miguel Gallardo                                        | Miguel Gallardo                                        | 3:47    |
| 13. | „Una rosa es una rosa” (i Raphael)                  | José María Cano                                        | José María Cano                                        | 4:19    |
| 14. | „Te quiero, te quiero” (Homenaje a Augusto Algueró) | Augusto Alguero                                        | Augusto Alguero                                        | 3:23    |
| 15. | „Se me va la vida” (Pumpin Dolls remix Radio edit)  | Miguel Yadam López                                     | Miguel Yadam López                                     | 3:33    |
| 16. | „Corazón congelado” (Remix)                         | Carlos Jean                                            | Carlos Jean                                            | 3:49    |
| 17. | „Herida” (Remix by Carlos Jean)                     | Rodolfo Serrano García                                 | Rodolfo Serrano García                                 | 3:39    |
| 18. | „Dámelo ya” (Remix-Radio Kasbah)                    | Manuel Ruiz „Queco”                                    | Manuel Ruiz „Queco”                                    | 3:45    |
| 19. | „Punto de encuentro”                                | Mariko Ogura, Juan Manuel Cañizares                    | Mariko Ogura, Juan Manuel Cañizares                    | 4:02    |
|     |                                                     |                                                        | Całkowita długość:                                     | 1:12:46 |